# August von Renthe-Fink
August Leonhard Timon von Renthe genannt Fink (* 25. September 1835 in Magdeburg; † 4. Oktober 1896 in Charlottenburg) war ein preußischer Generalleutnant sowie 1891/96 Vorsitzender des Kyffhäuserbundes. In seine Amtszeit fiel der Bau des Kyffhäuserdenkmals, außerdem wurde das Osnabrücker Waisenhaus „Renthe-Fink-Haus“ nach ihm benannt.

## Leben

### Herkunft
Die preußische Namenvereinigung als „von Renthe genannt Fink“ erfolgte 1832, nachdem sein Vater das Finksche Fideikommiss Wenndorf (Anhalt) nach Erlöschen dieser Familie 1831 geerbt hatte und gemäß der Fideikommissurkunde dann aufgrund anhaltischer Kabinettsorder den Namen „Fink“ angenommen hatte. Seine Eltern waren der preußische Oberst a. D. August von Renthe (1801–1860) und dessen Ehefrau Antoinette, geborene von la Viere (1810–1842). Nach ihrem frühen Tod heiratete sein Vater deren Schwester Cäcilie (1811–1879) und aus dieser Ehe ging sein Stiefbruder Cécil (1845–1909) hervor, der ebenfalls preußischer Generalleutnant wurde.

### Werdegang
Renthe besuchte die Kadettenhäuser in Potsdam und Berlin und wurde am 26. April 1853 als außeretatmäßiger Sekondeleutnant der 1. Ingenieur-Inspektion der Preußischen Armee überwiesen. Nach einem fünfmonatigen Kommando zur Garde-Pionier-Abteilung absolvierte er von Oktober 1853 bis Juli 1855 zur weiteren Ausbildung die Vereinigte Artillerie- und Ingenieurschule. Am 2. Juni 1855 wurde er in die Garde-Pionier-Abteilung versetzt und Mitte Februar 1856 mit Patent vom 26. April 1853 zum Ingenieuroffizier ernannt. Am 27. Juni 1857 folgte seine Versetzung zum Festungsbau nach Posen und Mitte Februar 1859 seine Kommandierung zur Fortifikation nach Koblenz. Ab März 1859 war Renthe für einen Monat bei der 3. Ingenieur-Inspektion in Neisse tätig und wurde anschließend zum Adjutanten der 5. Festungs-Inspektion in Koblenz ernannt. Für die Dauer der Mobilmachung anlässlich des Sardinischen Krieges war er als Adjutant des Ingenieroffizieres des VIII. Armee-Korps kommandiert. Anfang Juli 1860 stieg Renthe zum Premierleutnant auf und absolvierte ab Oktober 1860 für drei Jahre die Kriegsakademie. Daran schlossen sich Kommandierungen zum 2. Garde-Dragoner-Regiment sowie als Adjutant zum 1. Ingenieuroffizier beim Armeeoberkommando in Schleswig an. In dieser Stellung nahm Renthe 1864 während des Krieges gegen Dänemark an den Gefechten bei Oberselk und Fredericia, der Belagerung und dem Sturm auf die Düppeler Schanzen sowie dem Übergang nach Alsen teil. Dafür erhielt er am 7. Juni 1864 den Roten Adlerorden IV. Klasse mit Schwertern.
Nach dem Krieg wurde er am 20. Dezember 1864 zur topographische Abteilung des Großen Generalstabes und Mitte Februar 1865 zur trigonometrische Abteilung kommandiert. Bei der Mobilmachung anlässlich des Krieges gegen Österreich wurde Renthe am 9. Mai 1866 dem Pionier-Bataillon Nr. 2 zugeteilt und nahm an den Kämpfen bei Podkost, Gitschin sowie Königgrätz teil. Am 17. Juli 1866 kommandierte man ihn zur Führung der 2. Kompanie im Magdeburgischen Pionier-Bataillon Nr. 4 und nach dem Krieg avancierte er Mitte Oktober 1866 zum Hauptmann und Kompaniechef. Unter Stellung à la suite des Generalstabes der Armee erfolgte am 16. Februar 1867 seine Versetzung in den Nebenetat des Großen Generalstabes. Am 12. April 1870 wurde er dem Generalstab der Armee aggregiert. Kurz vor dem Beginn des Krieges gegen Frankreich wechselte Renthe am 9. Juni 1870 die Waffengattung und trat als Kompaniechef im 1. Schlesischen Grenadier-Regiment Nr. 10 zur Infanterie über. In dieser Eigenschaft nahm er an der Belagerung von Paris sowie dem Gefecht bei Chevilly teil und erhielt am 24. Dezember 1870 das Eiserne Kreuz II. Klasse.
Nach dem Vorfrieden von Versailles wurde Renthe am 8. April 1871 unter Überweisung zum Großen Generalstab dem Generalstab der Armee aggregiert und Anfang Oktober 1871 unter Beförderung zum Major in den Generalstab der Armee einrangiert. Er war vom 1. Oktober 1872 bis zum 12. Januar 1875 Lehrer an der Kriegsakademie und trat anschließend mit der Ernennung zum Kommandeur des II. Bataillons im 4. Thüringischen Infanterie-Regiment Nr. 72 wieder in den Truppendienst zurück. Bis Mitte September 1881 stieg Renthe zum Oberst auf und wurde am 4. Februar 1882 als Kommandeur des 3. Posenschen Infanterie-Regiments Nr. 58 nach Glogau versetzt. Unter Stellung à la suite seine Regiments beauftragte man ihn am 8. März 1887 zunächst mit der Führung der 35. Infanterie-Brigade in Flensburg und avancierte am 14. Mai 1887 zum Generalmajor und Brigadekommandeur. Obwohl von seinen Vorgesetzten für eine Verwendung als Divisionskommandeur empfohlen, reichte Renthe seinen Abschied ein und wurde am 15. Februar 1890 mit dem Charakter als Generalleutnant und mit Pension zur Disposition gestellt. Am 19. September 1890 wurde er mit dem Stern zum Roten Adlerorden II. Klasse mit Eichenlaub und Schwertern am Ringe sowie
am 22. März 1895 mit dem Kronen-Orden I. Klasse ausgezeichnet.
Nach seiner Verabschiedung wirkte Renthe 1891/96 als Vorsitzender des Kyffhäuserbundes. Krankheitsbedingt legt er den Vorsitz nieder und wurde zum Ehrenvorsitzenden des Bundes ernannt. Er war auch Stadtverordneter von Charlottenburg. Dort starb er am 4. Oktober 1896 und wurde drei Tage später auf dem Friedhof in der Hasenheide beigesetzt.

### Familie
Renthe heiratete am 19. Oktober 1867 in Warnitz Veronika von der Osten (1839–1909), eine Tochter des Gutsherren von Warnitz Julius von der Osten (1805–1863). Das Paar hatte mehrere Kinder:
- Veronika (* 1868)
- Timon (1869–1913), Bankdirektor ⚭ Isabella Freiin Schenck zu Schweinsberg (1875–1925), Eltern von Barbara von Renthe-Fink